# Apayao
Apayao is een provincie van de Filipijnen in het noorden van het eiland Luzon. De provincie maakt deel uit van regio CAR (Cordillera Administrative Region). Bij de census van 2015 telde de provincie ruim 119 duizend inwoners.

## Geografie

### Bestuurlijke indeling
Apayao bestaat uit 7 gemeenten.

#### Gemeenten
| - Calanasan - Conner - Flora - Kabugao | - Luna - Pudtol - Santa Marcela |

Deze gemeenten zijn weer verder onderverdeeld in 133 barangays.

## Demografie
Apayao had bij de census van 2015 een inwoneraantal van 119.184 mensen. Dit waren 6.548 mensen (5,8%) meer dan bij de vorige census van 2010. Ten opzichte van de census van 2000 was het aantal inwoners gegroeid met 22.055 mensen (22,7%). De gemiddelde jaarlijkse groei in die periode kwam daarmee uit op 1,08%, hetgeen lager was dan het landelijk jaarlijks gemiddelde over deze periode (1,72%).

De bevolkingsdichtheid van Apayao was ten tijde van de laatste census, met 119.184 inwoners op 4413,35 km², 27 mensen per km².

## Economie
Uit cijfers van het National Statistical Coordination Board (NSCB) uit het jaar 2003 blijkt dat 23,2% (12.256 mensen) onder de armoedegrens leefde. In het jaar 2000 was dit 34,1%. Apayao was daarmee gemiddeld minder arm dan het landelijk gemiddelde van 28,7% en stond 66e op de lijst van provincies met de meeste mensen onder de armoedegrens. Van alle 79 provincies, ten tijde van het onderzoek, stond Apayao 68e op de lijst van provincies met de ergste armoede.